# ماریو دی لای کازاس
ماریو دی لای کازاس (اسپانیایی: Mario de las Casas‎؛ ۳۱ ژانویهٔ ۱۹۰۱ – ۱۰ اکتبر ۲۰۰۲) یک بازیکن فوتبال اهل پرو بود.

## تیم ملی
وی همچنین در تیم ملی فوتبال پرو بازی کرده است.